# Министър на младежта и спорта на България
Министърът на младежта и спорта на България е член на правителството, т.е. на изпълнителната власт (кабинета) и ръководи и координира държавните и обществените спортни организации в страната, както и провеждането на проправителствена пропаганда и военна подготовка сред децата и младежите. Избиран е от парламента или се назначава от държавния глава на България.

## Министри
Списъкът на министрите на младежта и спорта е подреден по ред на правителство.

### Министър на младежта и спорта (2002–2005)
| правителство | име                 | дати                              | партия | партия |
| ------------ | ------------------- | --------------------------------- | ------ | ------ |
| 88           | Васил Иванов-Лучано | 11 октомври 2002 – 16 август 2005 | НДСВ   |        |

- Между 17 август 2005 и 27 юли 2009 функциите на ММС преминават към Държавна агенция за младежта и спорта и Министерство на образованието и науката.

### Министър на физическото възпитание и спорта (2009–2013)
| правителство | име           | дати                       | партия     | партия |
| ------------ | ------------- | -------------------------- | ---------- | ------ |
| 90           | Свилен Нейков | 27 юли 2009 – 13 март 2013 | ГЕРБ       |        |
| 91           | Петър Стойчев | 13 март 2013 – 29 май 2013 | безпартиен |        |

### Министър на младежта и спорта (2013–)
| правителство | име               | дати                                 | партия     | партия |
| ------------ | ----------------- | ------------------------------------ | ---------- | ------ |
| 92           | Мариана Георгиева | 29 май 2013 – 6 август 2014          | ДПС        |        |
| 93           | Евгения Раданова  | 6 август 2014 – 7 ноември 2014       | безпартиен |        |
| 94           | Красен Кралев     | 7 ноември 2014 – 27 януари 2017      | ГЕРБ       |        |
| 95           | Даниела Дашева    | 27 януари 2017 – 4 май 2017          | безпартиен |        |
| 96           | Красен Кралев     | 4 май 2017 – 12 май 2021             | ГЕРБ       |        |
| 97           | Андрей Кузманов   | 12 май 2021 – 16 септември 2021      | безпартиен |        |
| 98           | Андрей Кузманов   | 16 септември 2021 – 13 декември 2021 | безпартиен |        |
| 99           | Радостин Василев  | 13 декември 2021 – 2 август 2022     | ИТН        |        |
| 100          | Весела Лечева     | 2 август 2022 – 3 февруари 2023      | безпартиен |        |
| 101          | Весела Лечева     | 3 февруари 2023 – 6 юни 2023         | безпартиен |        |
| 102          | Димитър Илиев     | 6 юни 2023 – 9 април 2024            | ПП         |        |
| 103          | Георги Глушков    | 9 април 2024 – 27 август 2024        | безпартиен |        |
| 104          | Георги Глушков    | 27 август 2024 – 16 януари 2025      | безпартиен |        |
| 105          | Иван Пешев        | 16 януари 2025 – …                   | БСП        |        |